# Malpighia souzae
Malpighia souzae är en tvåhjärtbladig växtart som beskrevs av Faustino Miranda. Malpighia souzae ingår i släktet Malpighia och familjen Malpighiaceae. Inga underarter finns listade i Catalogue of Life.